# Yves Vercruysse
Yves Vercruysse (28 maart 1970) is een Belgische politicus voor CD&V. Hij was van begin 2010 tot eind 2012 burgemeester van Ingelmunster.

## Biografie
Vercruysse ging naar school op het Sint-Jozefscollege in Izegem. Daarna studeerde hij in Torhout aan het RENO voor onderwijzer. Na zijn studies gaf hij van 1991 tot 1997 les.
Hij was gedetacheerde leerkracht voor de erkende landelijke jeugddienst Vlaamse Dienst Speelpleinwerk (Meise) en werkte daar op verschillende projecten rond gemeentelijk jeugdbeleid en normering van speeltoestellen. Hij schreef ook voor het vakblad V!rus.
Vercruysse ging in de gemeentepolitiek in Ingelmunster. In 2001 werd hij schepen onder burgemeester en partijgenoot Jean-Pierre De Clercq. Dit bleef zo na de verkiezingen van 2006, tot halverwege de legislatuur De Clercq zijn mandaat doorgaf aan Vercruysse. Vercruysse werd zo vanaf 2010 burgemeester van Ingelmunster.
Bij de verkiezingen van oktober 2012, verloor de CD&V haar meerderheid aan De Brug/N-VA/VLD en SP-a/Groen. Vercruysse werd in aantal voorkeurstemmen vanuit de oppositie ingehaald door Kurt Windels, die burgemeester werd. Begin 2013 ging Vercruysse opnieuw een tijdje lesgeven als leerkracht ASV. Daarna, vanaf februari 2013, werd hij adjunct-directeur van een sociale werkplaats.
Sinds mei 2017 werkt Yves Vercruysse als regisseur sociale economie voor de regio Midden-West-Vlaanderen en probeert hij zo de samenwerking tussen sociale economiebedrijven, openbare besturen en reguliere bedrijven te faciliteren.
Sinds 2012 is Vercruysse ook zaakvoerder van bvba Fairplace, een bedrijf gespecialiseerd in duurzaam speelgoed. 
Yves Vercruysse zetelde vanaf januari 2013 als gemeenteraadslid in de CD&V-oppositie. Bij de gemeenteraadsverkiezingen van oktober 2018 werd hij niet meer verkozen.